# Die Reiter von Deutsch-Ostafrika
Die Reiter von Deutsch-Ostafrika ist ein deutscher Spielfilm von Herbert Selpin aus dem Jahre 1934.

## Handlung
Der Farmer Hellhoff wird zu Beginn des Ersten Weltkrieges in Deutsch-Ostafrika zur Schutztruppe eingezogen. Währenddessen betreut seine junge Frau Gerda gemeinsam mit dem halbwüchsigen Volontär Klix die Plantage. 1916 wird die Plantage von einer britischen Einheit besetzt. Der Kommandeur Major Cresswell versucht aufgrund seiner alten Freundschaft zu den Hellhoffs, die Frau zu decken, von der er weiß, dass sie mit ihrem Gatten, der sich mit den Kameraden im Busch versteckt, heimlich Kontakt hält. Seiner Pflicht als britischer Offizier nachkommend, lässt er die Wasserstellen der Umgebung besetzen, um die deutschen Soldaten zur Aufgabe zu zwingen. Als ihnen Frau Hellhoff mit Klix Wasser bringen will, wird sie festgenommen und der Junge angeschossen. Er schafft es aber noch, den Soldaten die Feldflaschen zu bringen, bevor er stirbt. Hellhoff und seine Männer befreien Gerda, welche zur Aburteilung durch ein britisches Kriegsgericht weggebracht werden soll, und entkommen mit Wasser und Pferden. Ehe die Truppe Anschluss an die Einheit des Schutztruppenkommandeurs Paul von Lettow-Vorbeck sucht, kehrt sie zum Grabe Klix’ zurück. Hellhoff verspricht dem toten Jungen, wiederzukommen – früher oder später, was eine Anspielung auf die Rückgewinnung der durch den Ersten Weltkrieg verlorenen Kolonie sein soll.

## Hintergrund
Der Film entstand nach dem Roman Kwa heri von Marie Luise Droop. Außenaufnahmen wurden in den ehemaligen Sanddünen der Berliner Marienhöhe („Filmberge“) gedreht. Bei der Premiere war der im Film genannte Paul von Lettow-Vorbeck anwesend. Obschon als „volksbildend“ prädikatisiert, wurde der heroische Abenteuerfilm am 19. Dezember 1939 von der NS-Zensur verboten, weil darin die Engländer, nunmehr „Feinde des Reiches“, zu positiv gezeichnet waren. Nach 1945 wurde er auch von den alliierten Militärregierungen verboten.

## Sonstiges
Der Film, eine Terra-Produktion, erschien später auch auf VHS. Verglichen mit anderen deutschen Produktionen aus der frühen NS-Zeit erscheint die Propaganda im Film nicht als sehr vordergründig. Im Unterschied zu zeitnah aufgeführten Vorkriegsfilmen, wie z. B. dem U-Boot-Drama Morgenrot, fällt die Betonung der britisch-deutschen Männerfreundschaft auf. Damals verbreitete Motive des Kolonial- und Geschichtsrevisionismus sind jedoch erkennbar. Hierzu zählt die Darstellung der Deutschen als strenge, aber gerechte Kolonialherren. Das positive Bild der afrikanischen Bevölkerung (von einem eifersüchtigen Hausmädchen abgesehen) passt zum Mythos des treuen Askari.